# Isidoro Show
Isidoro Show (Heathcliff) è una serie televisiva animata statunitense del 1980, creata da George Gately, Brad Anderson, Joe Ruby e Ken Spears.
Formata dai segmenti Isidoro e Dingbat e i Creeps e successivamente Isidoro e Sansone, la serie è stata trasmessa per la prima volta negli Stati Uniti su ABC dal 4 ottobre 1980 al 5 dicembre 1981, per un totale di 26 episodi ripartiti su due stagioni.

## Personaggi
- Isidoro: protagonista della serie, è un grasso gatto rosso. Patito dei dispetti, il suo bersaglio preferito è il cane Spike.

Doppiatore italiano: Massimo Dapporto.
- Dingbat: coprotagonista della serie, è un cane vampiro un tempo appartenente al conte Dracula. È il miglior amico di Isidoro e lo aiuta spesso contro Spike.

Doppiatore italiano: Vittorio Amandola (prima stagione), Massimo Lopez (seconda stagione).
- Sansone: protagonista terziario della serie, è un gigantesco cane di razza alano. A dispetto della mole è molto mite e causa molte volte guai.

Doppiatore italiano: Luca Biagini.
- Spike: antagonista principale della serie, è un grosso bulldog grigio. Arcinemico di Isidoro, è spesso vittima dei suoi scherzi anche se qualche volta riesce a vendicarsi.

Doppiatore italiano: Pieraldo Ferrante (metà 1 prima stagione), Riccardo Garrone (metà 2 prima stagione), Maurizio Reti (seconda stagione).
- Nobody: leader cervello del trio, è una piccola zucca parlante che indossa un paio di scarpe da ginnastica. Dentro di lui vi sono gli oggetti più vari.

Doppiato da Renato Cortesi (episodi 1-21), Antonio Sanna (episodi 22-42).
- Sparerib: braccio del gruppo, è uno scheletro grasso con uno sturalavandini in testa. È piuttosto stupido ed è in grado di trasformarsi in ogni cosa desideri.

Doppiato da Silvio Noto.

## Episodi

### Isidoro(1980)
- Gatto fuggiasco
- Cane accalappiatore
- Il gatto da guardia
- Ironia pomposa
- La corsa al latte
- Il grande poliziotto alla caccia del gatto
- Il rombo della mascotte
- Isidoro nella foresta di Sherwood
- Pescatori e pesca
- Torta d'avena
- Robinson Crusoe
- Il leone nei dintorni di casa
- Isidoro e la bella addormentata
- Il topo cacciatore
- Il cercatore d'oro
- Orticaria
- Isidoro al rodeo
- Pinocchio corre ancora
- Isidoro Heathcliff stella del cinema
- La storia del grande pesce
- Isidoro e Cappuccetto Rosso
- La grande rissa nella fabbrica del latte
- Il gatto e la pianta di fagioli
- La grande caccia
- Kitty e la carte
- Società di amori misteriose

### Dingbat e i Creeps(1980)
- Dingbat e i Creeps giocano a football
- Gli stupidi taglialegna
- Vacanze sulla neve
- Pazzi cavalieri
- Erede oggi, rovinato domani
- Sconosciuti stupidi volanti
- Pazzi al Safari
- Un cane da premio
- Pazzi di salute
- Vendita al minuto
- Distruzione di finestre
- I Creeps venditori di porta in porta
- Creeps coltivatori disastri
- Sciocchi marinai
- Belle pasticcioni
- Luna park demolito
- Babysitter pasticcioni
- Caccia al tesoro
- Rally di LeMans-ter
- Ladri da spiaggia
- Confusione alla francese
- Burlesche rappresentazioni
- Una folle stazione di servizio
- Niente buone nuove buone
- Detective un po' suonato
- Sciocchi e ambiziosi

### Isidoro(1981)
- L'alligatore affamato
- Amore al luna park
- Trappola per gatti
- Il gatto clandestino
- Isidoro e il topo gigante
- Gatto spia
- Gatto all'arrembaggio
- Pista sulla neve
- Incontri ravvicinati del gatto furbo
- Ricordi d'infanzia
- Il castello del dottor X
- Il gatto robot

### Sansone(1981)
- Sansone gioca a baseball
- Sansone il mago
- Sansone s'innamora
- Sansone nello spazio
- Sansone e il gatto della lampada
- Super Sansone
- Sansone va via di casa
- Sansone e il gorilla
- Sansone e lo squalo
- Sansone e la notte di Halloween
- Sansone contro il fantasma
- Le fobie di Sansone
- Sansone e l'orso
- Sansone e il cercatore d'oro
- Sansone si arruola
- Sansone contro il vicinato
- Sansone sceriffo
- Sansone negli studi del cinema
- Sansone babysitter
- Sansone e i gattini
- Sansone e il folletto
- Sansone si mostra a scuola
- Sansone contro i ladri
- L'eredità di Sansone
- Sansone e la limonata speciale
- Sansone e le talpe